# Vlaamse Radio- en Televisieomroeporganisatie

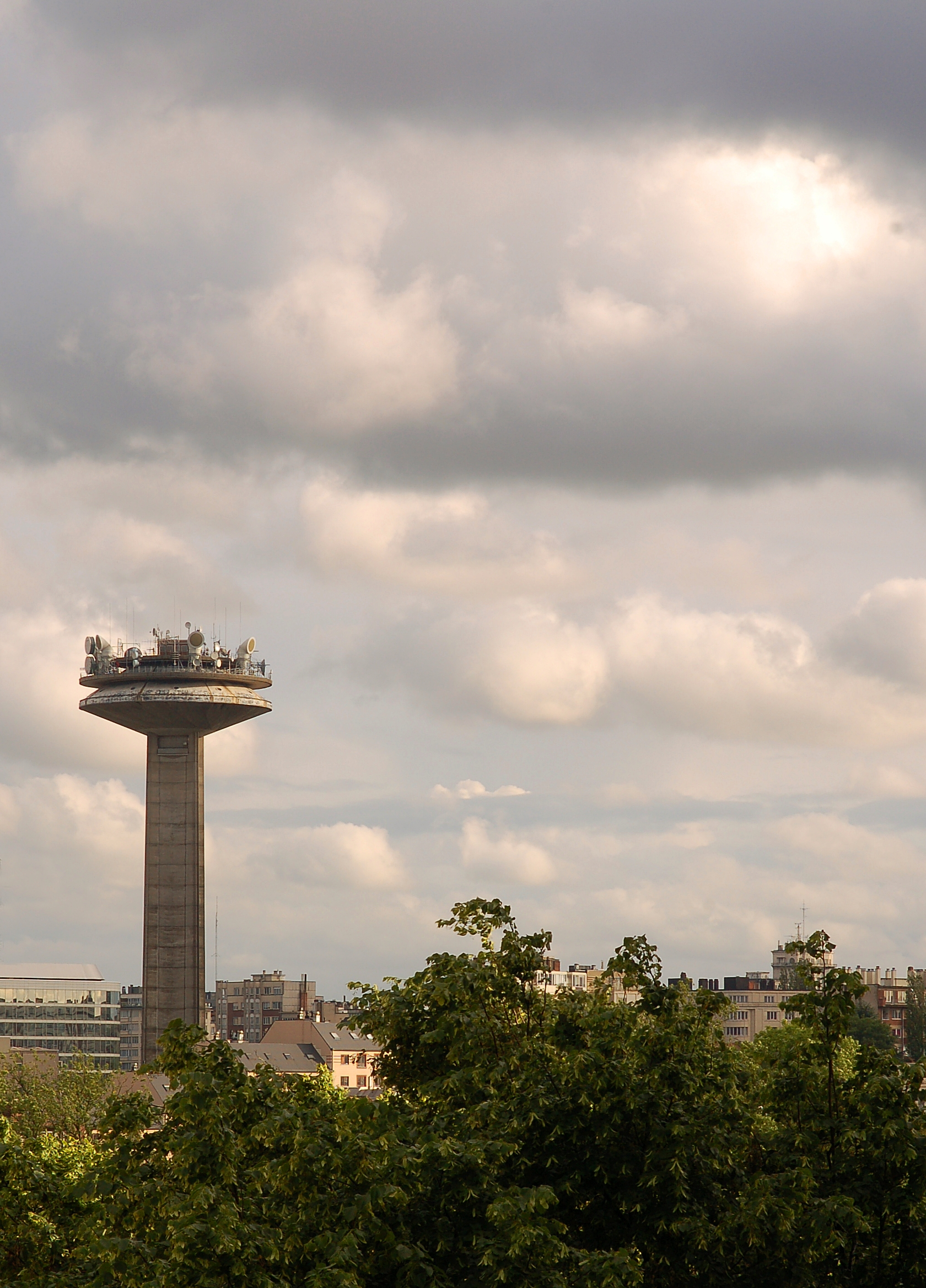
De herkenbare VRT/RTBF-toren

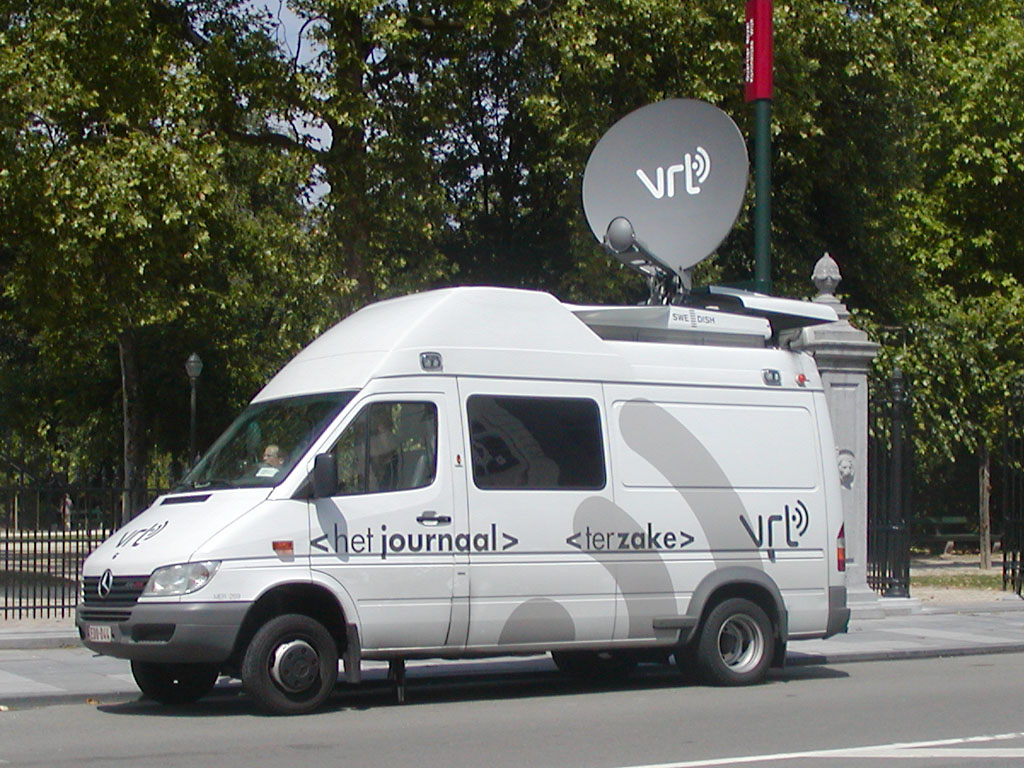
Mercedes-Benz Sprinter van het VRT Journaal, Brussel, 2003

De Vlaamse Radio- en Televisieomroeporganisatie, afgekort VRT, in het eigen logo vrt, is de openbare omroep voor radio en televisie in Vlaanderen. Het is een naamloze vennootschap van publiek recht, ingericht door de Vlaamse overheid en gefinancierd met belastinggeld en eigen inkomsten. De VRT realiseert haar opdracht in volle redactionele en operationele onafhankelijkheid. De omroep heeft drie televisie- en zes radionetten, extra digitaal aanbod en een uitgebreid internet- en mobiel aanbod. De vroegere naamgevingen zijn BRT en BRTN, wat stond voor Belgische Radio- en Televisieomroep (Nederlandstalig). De Franstalige tegenhanger is de RTBF.

## Geschiedenis
De Belgische Nederlandstalige openbare omroep heette van 1960 tot 1991 BRT (Belgische Radio- en Televisieomroep). Het is de opvolger van het NIR, dat van 1930 (en vanaf 1953 voor de televisie) tot 1960 verantwoordelijk was voor de publieke radio- en televisie-uitzendingen.
In 1991 vonden de politici dat de naamgeving de lading niet meer dekte. De BRT zond alleen Nederlandstalige programma's uit, terwijl de RTBF, de publieke omroep van de Franstalige gemeenschap, alleen Franstalige programma's uitzond. Daarom werd de naam op 27 maart 1991 veranderd in BRTN (Belgische Radio- en Televisieomroep Nederlandstalige Uitzendingen). Toen BRTN op 16 april 1997 in plaats van een parastatale een nv van Publiek Recht werd, werd ook de naam op 1 januari 1998 veranderd in VRT.
De bijbehorende reorganisatie vormde, sinds het doorbreken van het televisiemonopolie en het ontstaan van VTM, de 'ingedommelde' openbare omroep om tot een dynamisch en slagvaardig bedrijf dat, in het Vlaamse televisielandschap, nu marktleider is sinds midden 2002. Ook in het radiolandschap is de VRT met haar radionetten samen de marktleider.
In 2007 maakte de VRT opnieuw een reorganisatie door. Om een crossmediaal en multimediaal aanbod te realiseren werden de directies Radio en Televisie opgeheven. Op 2 maart 2007 werd Dirk Wauters voorgedragen en benoemd als nieuw gedelegeerd bestuurder. Hij volgt daarmee gedelegeerd bestuurder (ad interim) Piet Van Roe op. Hij trad op 1 juni in functie. Begin 2010 werd de reorganisatie bijgestuurd en het directiecollege afgeslankt. Voortaan heeft de VRT, naast de diensten die direct ressorteren onder de gedelegeerd bestuurder, nog drie algemene directies: een directie media, een directie productie en een directie algemene zaken (technologie, HR, financiën).
Sinds 6 oktober 2009 staat VRT voor Vlaamse Radio- en Televisieomroeporganisatie. Daarvoor stond de afkorting voor Vlaamse Radio- en Televisieomroep. De naamsverandering is het gevolg van wijzigingen in de mediawetgeving.
Op 4 december 2009 nam Dirk Wauters ontslag als gedelegeerd bestuurder. Piet Van Roe kwam opnieuw tijdelijk aan het hoofd van de openbare omroep als gedelegeerd bestuurder, nadat hij die functie in 2006-2007 ook al eens bekleedde. In juli 2010 werd sneller dan verwacht een opvolgster aangesteld: Sandra De Preter, die eerder een soortgelijke job uitoefende bij o.a. Sanoma Uitgevers.
Op 17 oktober 2014 werd Leo Hellemans benoemd tot gedelegeerd bestuurder van de VRT, als opvolger van Sandra De Preter, die met ziekteverlof ging. Leo Hellemans kon bogen op een lange carrière bij de openbare omroep. In 2016 ging hij met pensioen en werd opgevolgd door Paul Lembrechts.
Op 19 juni 2020 werd Frederik Delaplace de volgende CEO van de VRT, nadat Paul Lembrechts op 20 januari 2020 ontslagen was. In de nieuwe beheersovereenkomst die met hem gesloten werd, drongen besparingen zich op. Delaplace kondigde in 2022 een forse afslanking af, die voor uitmondden in allerlei acties bij de VRT. In 2024 zorgden twee programma's ervoor dat de CEO onder vuur kwam te liggen: hij wilde het programma Het proces dat niemand over de in ongenade gevallen Bart De Pauw uitstellen om De Pauw de kans te geven met zijn slachtoffers in gesprek te gaan. Ook Godvergeten, dat gaat over misbruik bij de Katholieke Kerk in België, wilde hij laten uitstellen. Datzelfde jaar werden netmanager Lotte Vermeir en directeur content Ricus Jansegers, die Delaplace had aangesteld, ontslagen na een bemiddelingspoging. Door de twee leidinggevenden zouden volgens de bemiddelaar twee kampen zijn ontstaan en zou personeel zich onveilig zijn gaan voelen.

### Locatie
Gedurende de periode van 1938 tot 1974 huisde de omroeporganisatie in het Flageygebouw in Elsene, dat werd ontworpen door de architect Joseph Diongre. In 1974 verhuisde men naar de Auguste Reyerslaan in Schaarbeek, waar samen met de RTB een nieuwbouw werd opgericht – een gebouw dat na enkele decennia al te klein werd, alsook niet meer aan de veranderde eisen op zowel beroepsmatig als ecologisch gebied voldeed.
Begin 2016 werd bekendgemaakt dat er een nieuw VRT-omroepgebouw komt op dezelfde locatie in Schaarbeek. Het eerste ontwerp werd gemaakt door de architecten Robbrecht & Daem in samenwerking met de architecten Dierendonckblancke en zou 105 miljoen euro kosten. De RTBF plant eveneens een nieuwe vestiging op diezelfde locatie, maar beide zullen los van elkaar staan. De werken namens de VRT zouden oorspronkelijk in 2018 gestart zijn om klaar te zijn tegen 2021. Maar wegens verwachte budgetoverschrijdingen, werd de samenwerking met de gegunde architecten door de Raad van Bestuur stopgezet. De Raad besliste dat er een nieuw ontwerp dient te komen. Ook hiervoor blijft de premisse dat gedurende de werken de huidige infrastructuur kan behouden blijven, om pas nadien afgebroken te worden.

### Logogeschiedenis

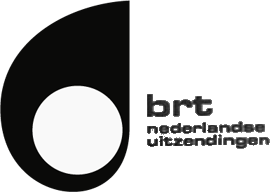
Logo van de BRT gebruikt van 1968 tot 1979.
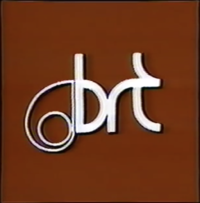
Logo van de BRT gebruikt van 1979 tot 1991.
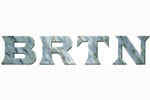
Logo van de BRTN gebruikt van 1991 tot 1998.
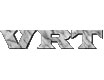
Logo van de VRT gebruikt van 1998 tot 2002.
Logo van de VRT gebruikt van 7 januari 2002 tot 21 juni 2017.
Logo van de VRT gebruikt van 22 juni 2017 tot 28 augustus 2022.
Huidig logo van VRT, in gebruik sinds 29 augustus 2022.

## Innovatie
Van 2007 tot 2011 had de VRT een eigen afdeling die technologisch onderzoek uitvoerde naar de mediasector, het VRT-Medialab. Verschillende onderzoeksprojecten liepen in samenwerking met partners in de mediasector.
Vanaf 2012 werd de innovatie-poot opnieuw uitgebouwd, eerst onder de naam "Onderzoek en Innovatie" en vanaf 2019 onder de naam "VRT Innovatie". De innovatiepoot faciliteert initiatieven als VRT Sandbox, Video Snackbar of (het in 2021 stopgezette) OpenVRT Binnen deze initiatieven worden nieuwe technologieën en toepassingen in een mediacontext onderzocht, samen met start-ups, scale-ups, universiteiten, onderzoeksinstellingen, omroepen en andere mediaorganisaties.

## Leiding[11]

### Directeuren(-generaal) NIR
- 1930-1937: Gust De Muynck
- 1937-1939: Theo De Ronde
- 1939-1960: Jan Boon

### Administrateurs-generaal BRT/BRTN
- 1960: Jan Boon
- 1960-1986: Paul Vandenbussche
- 1986-1996: Cas Goossens

### Gedelegeerd bestuurders VRT
- 1996-2002: Bert De Graeve
- 2002-2006: Tony Mary
- 2006-2007: Piet Van Roe (ad interim)
- 2007-2009: Dirk Wauters
- 2009-2010: Piet Van Roe (ad interim)
- 2010-2014: Sandra De Preter
  - januari-oktober 2014: Willy Wijnants (ad interim), wegens ziekte van Sandra De Preter
- 2014-2016: Leo Hellemans
- 2016-2020: Paul Lembrechts
- januari-juni 2020: Leo Hellemans (ad interim)[12]
- 2020-heden: Frederik Delaplace[13]

### Voorzitters raad van bestuur
- 1960-1967: Julien Kuypers
- 1967-1969: Albert Maertens
- 1969-1981: Adriaan Verhulst
- 1981-1984: Herman Balthazar
- 1984-1988: Adriaan Verhulst
- 1988-1994: Els Witte
- 1994-2000: Bart De Schutter
- 2000-2010: Guy Peeters
- 2010-2022: Luc Van den Brande
- 2022-heden: Frieda Brepoels

### Huidige raad van bestuur
De Vlaamse regering benoemde op 10 januari 2025 twaalf bestuurders.
- Frieda Brepoels (N-VA) (voorzitter)
- Marleen Nijsten (onafhankelijk) (ondervoorzitter)
- Philippe Beinaerts (N-VA)
- Rozane De Cock (CD&V)
- Philippe De Coene (Vooruit)
- Eric Deleu (Vlaams Belang)
- Wim Hubrechtsen (onafhankelijk)
- Jan Huibrechts (Vlaams Belang)
- Yves Demaeght (onafhankelijk)
- Nico Moyaert (N-VA)
- Jacqueline Smit (onafhankelijk)
- Inge Vanpaeschen (Vlaams Belang)
- Frank Bostyn (Vooruit) (gemeenschapsafgevaardigde)

## Televisienetten

### Aanbod analoog (kabel) en digitaal (kabel, IPTV)
- VRT 1 (voorheen BRTN TV1 en Eén; gericht op breed publiek: nieuws, actualiteitsprogramma's, Vlaamse fictie, spelprogramma's, human interest (programma's over maatschappelijk belangrijke thema's))
- VRT CANVAS (voorheen Canvas; deelde van 1997 tot 2012 kanaal met Ketnet; gericht op meerwaardezoeker: actualiteitsprogramma's, documentaires, series, cultuur)
- Ketnet (deelde van 1997 tot 2012 kanaal met Canvas; gericht op kinderen en jong-adolescenten: kinderprogramma's en jeugdseries)

### Extra digitaal aanbod
- Net Gemist, het aanbod-op-aanvraag om zeven dagen na lineaire uitzending een programma op te vragen.
- Ooit Gemist, het aanbod-op-aanvraag om recente programma's en oudere successeries te bestellen.
- VRT MAX is een onlinevideoplatform van programma's van de openbare omroep, die men rechtstreeks kan volgen of herbekijken.[15]
- vrtnws.be, de nieuwssite, opvolger van deredactie.be.

## Radionetten
Het gezamenlijk marktaandeel van de VRT-radionetten bedraagt volgens de cijfers van 29 maart tot 27 juni 2014 van het CIM 62,5%.

### Aanbod analoog en digitaal
- Radio 1
- Radio2
- Klara (voorheen Radio 3 en daarvoor BRT 3)
- Studio Brussel
- MNM (voorheen Donna)

### Extra digitaal radio-aanbod
- Klara Continuo (DAB+ en online) (2003-heden)
- VRT NWS (DAB+ en online) (2003-heden)
- MNM Hits (DAB+ en online) (2009-heden)
- VRT Radio Bene (DAB+ en online)[17] (2020-heden) (tot 2024 bekend als Radio2 Benebene)
- De Tijdloze (DAB+ en online)[17] (2018-heden)

### Online radio-aanbod
- Radio 1 Classics (2020-heden)
- Radio2 Unwind (2020-heden)
- Ketnet Hits (2007-heden)
- Studio Brussel De Jaren Nul (2024-heden)
- Studio Brussel Vuurland (2022-heden) (voorheen #ikluisterbelgisch (2020-2022), daarvoor The Greatest Switch (2018-2020))
- Studio Brussel UNTZ (2021-heden)
- Studio Brussel Zware Gitaren (2023-heden) (voorheen Bruut (2020-2023))

## Opgeheven zenders

### Televisie
- 1997 - TV2
- 2004 - Sporza (opgericht in 2004 als tijdelijke zender naar aanleiding van de Olympische Spelen in Athene en nadien als merk blijven bestaan voor alle sportuitzendingen van de VRT, zowel op radio en televisie als internet)
- 2012 - Ketnet+, het extra digitale aanbod van Ketnet
- 2015 - OP12, zond vanaf 20 uur uit na Ketnet op het derde VRT-kanaal; het was gericht op jongeren en op buitenlanders in Vlaanderen
- 2021 - BVN (Beste van Vlaanderen en Nederland), sinds 1 juli 2021 zendt VRT niet langer uit via satelliet op het kanaal van BVN[18]
- Eén+, het extra digitale aanbod van Eén
- Canvas+, het extra digitale aanbod van Canvas

### Radio
- Radio 1 De Lage Landen Lijst (2020-2023)
- Radio 2 De Topcollectie XL (enkel online)
- Klara Jazz (enkel online)
- MNM R&Beats (2021-2024) (voorheen MNM Juice (2020-2021), daarvoor MNM UrbaNice (2018-2020))
- MNM Throwback (2021-2024) (voorheen MNM Back To The 90's en Nillies (2019-2021), daarvoor MNM Grote Pet Carnavalshow (2019) & MNM Rewind (2019))
- Studio Brussel Rock It! (enkel online)
- Studio Brussel Hooray (2020-2023)
- Radio Donna (1992-2009)
- Donna hitbits (2003[19]-2009)
- Nachtradio
- RVi, Radio Vlaanderen Internationaal (1931-2009)

### VRT Taal
De taaladviessite van de openbare omroep, vrttaal.net, werd einde 2022 opgeheven. De VRT verwijst sedertdien voor taaladvies door naar onder meer “Team Taaladvies”, de taaladviesdienst van de Vlaamse overheid.

## Facilitair bedrijf
De VRT beschikt over een eigen facilitair bedrijf voor de realisatie van haar radio- en televisie-uitzendingen. Dit bedrijf beheert alle studio's en mobiele faciliteiten voor radio en televisie en zorgt voor de noodzakelijke verbindingen bij uitzendingen op locatie.
Tot de facilitaire diensten kan ook het audiovisueel archief van de VRT gerekend worden. Het radio- en het televisiearchief van de VRT vormen samen de grootste audiovisuele archiefcollectie in België, met honderdduizenden uren geluids- en beeldmateriaal (analoog en digitaal (gedigitaliseerd analoog en born digital)).